# Захват острова Менорка
Захват острова Менорка (англ. Toma de Menorca) — морская операция в ходе Войны за испанское наследство, в ходе которой англо-голландский флот захватил испанский остров Менорка.

## Предыстория
С 1702 года в Европе шла Война за испанское наследство. В борьбе за испанский престол англичане и голландцы поддержали представителя Габсбургов Карла Австрийского, а Франция и её союзники — представителя Бурбонов Филиппа Анжуйского. В 1704 году англо-голландский флот захватил Гибралтар и разбил испанский флот в битве при Малаге. Испанский флот при этом почему-то состоял из французов и находился под командованием французов, да и понес меньшие потери, чем англо-голландский, при отсутствии какого-либо иного результата для обеих сторон. Союзные войска также высадились в Каталонии и захватили Барселону в 1705 году. Каталонцы в значительной степени поддерживали Габсбургов и многие из них присоединились к армии союзников.

## Сражение

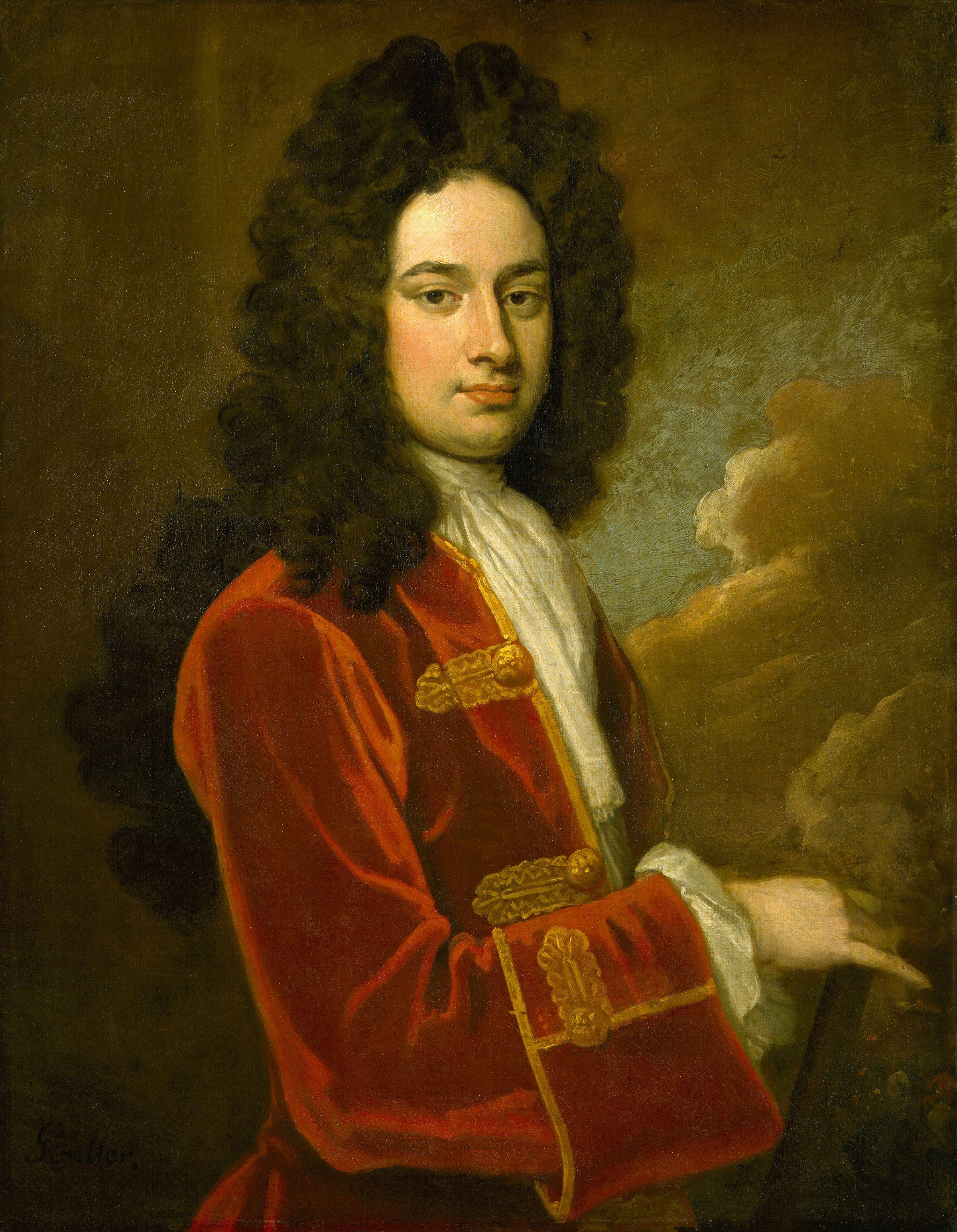
Джеймс Стэнхоуп.

14 сентября 1708 года англо-голландский флот под командованием генерала Джеймса Стэнхоупа высадился на острове Менорка и осадил город Маон. Сэр Эдвард Уитакер на флагмане HMS Northumberland выдвинулся, чтобы присоединиться к эскадре сэра Джона Лика в Средиземноморье, и помог Стэнхоупу в захвате Форнельса и Сьюдаделы. Жители острова были, как и большинство каталонцев, настроены прогабсбургски и приветствовали британских и голландских солдат как освободителей. Через неделю франко-испанский гарнизон острова сдался.

## Последствия
Понимая потенциал Менорки как военно-морской базы, британцы утвердили контроль над островом и добились его подтверждения Утрехтским договором. В период после окончания войны остров стал важным торговым пунктом и процветал, что позволило англичанам перестроить укрепления острова.
Британцы были вынуждены вернуть Менорку Испании в 1802 году.